# Peter Owen Publishers
Peter Owen Publishers je anglické nakladatelství. Založil jej Peter Owen, podle kterého firma dostala své jméno, v roce 1951. Za svou existenci nakladatelství publikovalo velké množství knih různých autorů, mezi které patří například Karoline Leach, Tarjei Vesaas, Miranda Miller a Johanna Sinisalo. Dále společnost vydala například román Hidden Faces od Salvadora Dalího. Sám zakladatel společnosti, Peter Owen, odešel z funkce ředitele až v roce 2015, kdy jej nahradil Nick Kent.